# فتحي حسن
فتحي حسن (بالفرنسية: Fathi Hassan)‏ هو فنان مصري وسوداني، ولد في 10 مايو 1957 في القاهرة في مصر.